# Dolors Serral i Llobet
Dolors Serral Llobet (Barcelona, ca 1814 - 9 de gener de 1885) va ser una cèlebre ballarina catalana de dansa espanyola formada a l'escola bolera de Barcelona al segle xix, durant el romanticisme, quan l'escola bolera va viure el seu moment de màxima esplendor. Va ser una estrella del Liceu des de 1847, any en què va actuar a la seva inauguració, i durant la major part de la seva carrera actuà com a parella artística del coreògraf i ballarí Marià Camprubí.
Amb altres ballarins boleros catalans, com Marià Camprubí, Francesc Font, Manuela Dubinon, Joan Camprubí o Manuela Garcia, va triomfar a França, Dinamarca, Àustria i Rússia, entre altres països; i també van intercanviar influències amb grans figures internacionals de la dansa clàssica, com per exemple Fanny Essler, Fany Cerrito o Lucile Grahn.
Mor al carrer del Pi, 8 tercer de Barcelona a l'edat de 70 anys. Va estar casada amb Joan Puig.